# Liisa Pakarinen
Liisa Pakarinen (16 de noviembre de 1911 – 2 de diciembre de 1973) fue una actriz teatral, cinematográfica y televisiva finlandesa.

## Biografía
Su nombre completo era Liisa Aino Pakarinen, y nació en Joensuu, Finlandia. 
Pakarinen fue actriz en diferentes teatros, entre ellos el Työväen Teatteri de Tampere. Como intérprete cinematográfica, trabajó en ocho producciones, entre ellas la dirigida por Jussi Snellman Seikkailu jalkamatkalla (1936). En sus últimos años actuó igualmente para algunas series televisivas y telefilmes.
Liisa Pakarinen se casó en 1938 con el guionista y actor Turo Kartto, fallecido en 1942 en un accidente. La actriz falleció en el año 1973.

## Filmografía (selección)
- 1936 : Seikkailu jalkamatkalla
- 1939 : Hätävara
- 1954 : Opri
- 1962 : Hän varasti elämän
- 1962 : Naiset, jotka minulle annoit
- 1962 : Pojat
- 1962 : Tuulinen päivä